# Småtimmarna
|  | Wiktionary har en ordboksartikel om småtimme. |

Småtimmarna (de förekommer mycket sällan i obestämd form) kallas dygnets första timmar, typiskt mellan klockan ett och tre på natten. Namnet kommer av att dessa klockslag representeras av siffrorna 1, 2, 3 och så vidare, vilka är små tal.